# Кастлвания: Ноктюрн
«Кастлвания: Ноктюрн» (англ. Castlevania: Nocturne) — американский мультсериал Клайва Брэдли. Основой для сериала, являются игры серии Castlevania - Castlevania: Rondo of Blood 1993 года выпуска и  Castlevania: Symphony of the Night 1997 года выпуска. Является продолжением сериала «Кастлвания». Вышел 28 сентября 2023 года на потоковом сервисе Netflix. Сериал продлен на второй сезон.

## Сюжет
Действие сериала проходит в 1792 году, во время Великой французской революции. Главные герои - Рихтер Бельмонт и его приемная сестра Мария Ренар. Они  пытаются остановить восхождение нового Мессии - вампира.

## Актеры озвучки
- Эдвард Блюмель - Рихтер Бельмонт, потомок Тревора Бельмонта , охотник на вампиров.
- Сусо Мбеду - Аннет, колдунья .
- Пикси Дейвис - Мария Ренар,молодая аристократка, революционерка, приемная сестра Рихтера Бельмонта.
- Ричард Дормер - Эммануил / Аббат, священнослужитель ордена Святого Иоанна.
- Настасья Кински - Тера Ренар,  мать Марии и приемная мать Рихтера
- Зан Маккларнон - Олрокс, древний ацтекский вампир , противник клана Бельмонтов.
- Иэн Глен - Жюст Бельмонт, отец Джулии, дед Рихтера и бывший охотник на вампиров.
- Джеймс Кэллис - Адриан Алукард Цепеш, дампир, сын Дракулы и Лизы Цепеш.

## Список эпизодов

### Сезон 1 (2023)
| № общий | № в сезоне | Название                                                     | Режиссёр               | Автор сценария | Дата премьеры    |
| ------- | ---------- | ------------------------------------------------------------ | ---------------------- | -------------- | ---------------- |
| 1       | 1          | «Общий враг зла» «A Common Enemy in Evil»                    | Сэм Дитс и Адам Дитс   | Клайв Брэдли   | 28 сентября 2023 |
| 2       | 2          | «Ужас за гранью кошмаров» «Horror Beyond Nightmares»         | Сэм Дитс и Сарен Стоун | Клайв Брэдли   | 28 сентября 2023 |
| 3       | 3          | «Свобода была слаще» «Freedom Was Sweeter»                   | Сэм Дитс и Там Лю      | Зодва Ньони    | 28 сентября 2023 |
| 4       | 4          | «Ужасы, восстающие из земли» «Horrors Rising from the Earth» | Сэм Дитс и Адам Дитс   | Клайв Брэдли   | 28 сентября 2023 |
| 5       | 5          | «Естественный порядок» «The Natural Order»                   | Сэм Дитс и Адам Дитс   | Тэми О         | 28 сентября 2023 |
| 6       | 6          | «Виновные предстанут перед судом» «Guilty Men to Be Judged»  | Сэм Дитс и Адам Дитс   | Клайв Брэдли   | 28 сентября 2023 |
| 7       | 7          | «Кровь - единственный путь» «Blood Is the Only Way»          | Сэм Дитс и Адам Дитс   | testament      | 28 сентября 2023 |
| 8       | 8          | «Пожиратель света» «Devourer of Light»                       | Сэм Дитс и Адам Дитс   | Клайв Брэдли   | 28 сентября 2023 |

### Сезон 2 (2025)
| № общий | № в сезоне | Название                                         | Режиссёр             | Автор сценария | Дата премьеры  |
| ------- | ---------- | ------------------------------------------------ | -------------------- | -------------- | -------------- |
| 9       | 1          | «Живая легенда» «A Living Legend»                | Сэм Дитс и Адам Дитс | Клайв Брэдли   | 16 января 2025 |
| 10      | 2          | «Ангел смерти» «Angel of Death»                  | Сэм Дитс и Адам Дитс | testament      | 16 января 2025 |
| 11      | 3          | «Окно вдовы» «The Widow's Window»                | Сэм Дитс и Адам Дитс | Тэми О         | 16 января 2025 |
| 12      | 4          | «Чудовищные вещи» «Monstrous Things»             | Сэм Дитс и Адам Дитс | Клайв Брэдли   | 16 января 2025 |
| 13      | 5          | «В бездну» «Into the Abyss»                      | Сэм Дитс и Адам Дитс | Клайв Брэдли   | 16 января 2025 |
| 14      | 6          | «Предки» «Ancestors»                             | Сэм Дитс и Адам Дитс | Зодва Ньони    | 16 января 2025 |
| 15      | 7          | «Гренадин Аласо» «Grenadye Alaso»                | Сэм Дитс и Адам Дитс | Клайв Брэдли   | 16 января 2025 |
| 16      | 8          | «Череда великих героев» «A Line of Great Heroes» | Сэм Дитс и Адам Дитс | Клайв Брэдли   | 16 января 2025 |